# Булгаков, Дмитрий Витальевич
Дмитрий Витальевич Булгаков (род. 20 октября 1954, село Верхнее Гурово, Курская область, РСФСР, СССР) — российский военачальник, специалист в области тылового обеспечения вооружённых сил. Заместитель Министра обороны Российской Федерации со 2 декабря 2008 по 24 сентября 2022 года, генерал армии (2011), Герой Российской Федерации (2016).
Из-за поддержки российско-украинской войны под санкциями 27 стран ЕС, Великобритании, США, Канады, Швейцарии, Австралии, Японии, Украины, Новой Зеландии.
Доктор экономических наук. Действительный член Межрегиональной общественной организации «Академия военных наук», член-корреспондент Академии Гуманитарных наук, профессор Академии проблем безопасности, обороны и правопорядка.

## Биография
Окончил Вольское высшее военное училище тыла имени Ленинского комсомола (1972—1976), Военную академию тыла и транспорта (1982—1984), Военную академию Генерального штаба Вооружённых Сил Российской Федерации (1994—1996).
Службу проходил начальником продовольственного склада, начальником отдела хранения, заместителем командира отдельного полка связи по тылу, заместителем командира бригады по тылу, заместителем командира мотострелковой дивизии по тылу, заместителем начальника тыла Забайкальского военного округа, начальником штаба тыла Московского военного округа (1996—1997), начальником штаба Тыла Вооружённых сил Российской Федерации (1997—2008).
В 2002 году защитил кандидатскую диссертацию «Исследования и условия формирования структур специальных территориальных образований». 27 сентября 2007 года в СПбГУЭФ защитил докторскую диссертацию «Теория и методология организационного проектирования системы управления тылом силовых структур государства» (научный консультант Д. В. Соколов; официальные оппоненты П. А. Аркин, Н. В. Войтоловский и А. А. Горбунов).
С 2 декабря 2008 по 27 июля 2010 года — начальник Тыла Вооружённых сил — заместитель министра обороны Российской Федерации.
С 27 июля 2010 года — заместитель министра обороны Российской Федерации. Курировал вопросы материально-технического обеспечения Вооружённых сил Российской Федерации. В его подчинении находятся: Штаб материально-технического обеспечения Вооружённых сил Российской Федерации; Департаменты транспортного обеспечения и эксплуатационного содержания, обеспечения коммунальными услугами воинских частей и организаций Минобороны России; Главные управления Минобороны России: автобронетанковое, ракетно-артиллерийское и начальника Железнодорожных войск; Управления метрологии и по увековечению памяти погибших при защите Отечества.
Генерал-майор (1994), генерал-лейтенант (1996), генерал-полковник (2008). Воинское звание генерал армии присвоено Указом президента России от 23 февраля 2011 года.
С 2015 по 2017 год курировал вопросы, связанные со строительством железнодорожной линии в обход Украины. С началом военной операции России в Сирии в сентябре 2015 года руководит снабжением российских войск, дислоцированных на территории Сирии. В 2019 году руководил Оперативной группировкой Минобороны России по тушению лесных пожаров на территории Красноярского края, Иркутской области, Бурятии, Забайкалья и Якутии.
В сентябре 2015 года включён в санкционный список Украины.
За мужество и героизм, проявленные при исполнении воинского долга, в мае 2016 года удостоен высшей государственной награды — Герой Российской Федерации.
В 2018 году открывал построенный под Торопцом Тверской области арсенал-склад ракетных боеприпасов. В 2024 году в ходе российского вторжения в Украину склад был взорван украинскими дронами.
7 октября 2020 года в составе экипажа СПМ лично въехал на территорию горящего склада с боеприпасами в Рязанской области.
24 сентября 2022 года освобождён от должности «в связи с переходом на другую работу». Назначен генеральным инспектором Управления генеральных инспекторов Министерства обороны Российской Федерации.

## Арест
2 октября 2022 член комитета Госдумы по обороне, генерал-лейтенант Андрей Гурулев заявил, что из пунктов приема личного состава пропало 1,5 млн комплектов военной формы для мобилизованных. Об этом сообщает Telegram-канал «Подъем». По словам члена комитета Госдумы по обороне, вопрос о пропаже военной формы следует задать уволенному заместителю министра обороны Дмитрию Булгакову.
26 июля 2024 года арестован по делу коррупционной направленности и доставлен в СИЗО «Бутырка». По данным российских СМИ, Булгаков, используя служебное положение, лоббировал заключение Министерством обороны РФ контрактов с определёнными коммерческими структурами, а также создал систему поставок в российские войска некачественных продуктов по завышенной стоимости.
Дмитрий Булгаков стал вторым заместителем Сергея Шойгу, против которого возбуждено уголовное дело, после снятия последнего с должности Министра обороны РФ.

## Санкции
Из-за поддержки российской агрессии и нарушения территориальной целостности Украины во время российско-украинской войны находится под персональными международными санкциями разных стран.
2 октября 2022 года, на фоне вторжения России на Украину, внесён в санкционный список Канады «близких соратников режима» за «роль в содействии неоправданного вторжения России в Украину».
С 6 октября 2022 года находится под санкциями всех стран Европейского союза, так как несёт ответственность за военные действия России; «кроме того, он открыто оправдывал, защищал и поддерживал агрессивную войну России против Украины».
По аналогичным основаниям находится под санкциями Великобритании, Соединённых Штатов Америки, Швейцарии, Австралии, Японии и Новой Зеландии. С 21 июня 2018 находится под санкциями Украины.

## Награды
- Герой Российской Федерации (2016)[18]
- Орден «За заслуги перед Отечеством» II степени[19]
- Орден «За заслуги перед Отечеством» III степени
- Орден «За заслуги перед Отечеством» IV степени
- Орден Александра Невского (2014)[20]
- Орден «За военные заслуги»
- Орден Почёта
- Орден «За службу Родине в Вооружённых Силах СССР» III степени
- Заслуженный военный специалист Российской Федерации (2007)
- Медали СССР
- Медали РФ
- Государственная премия Российской Федерации имени Маршала Советского Союза Г. К. Жукова в области военной науки (2016)[21]

## Труды

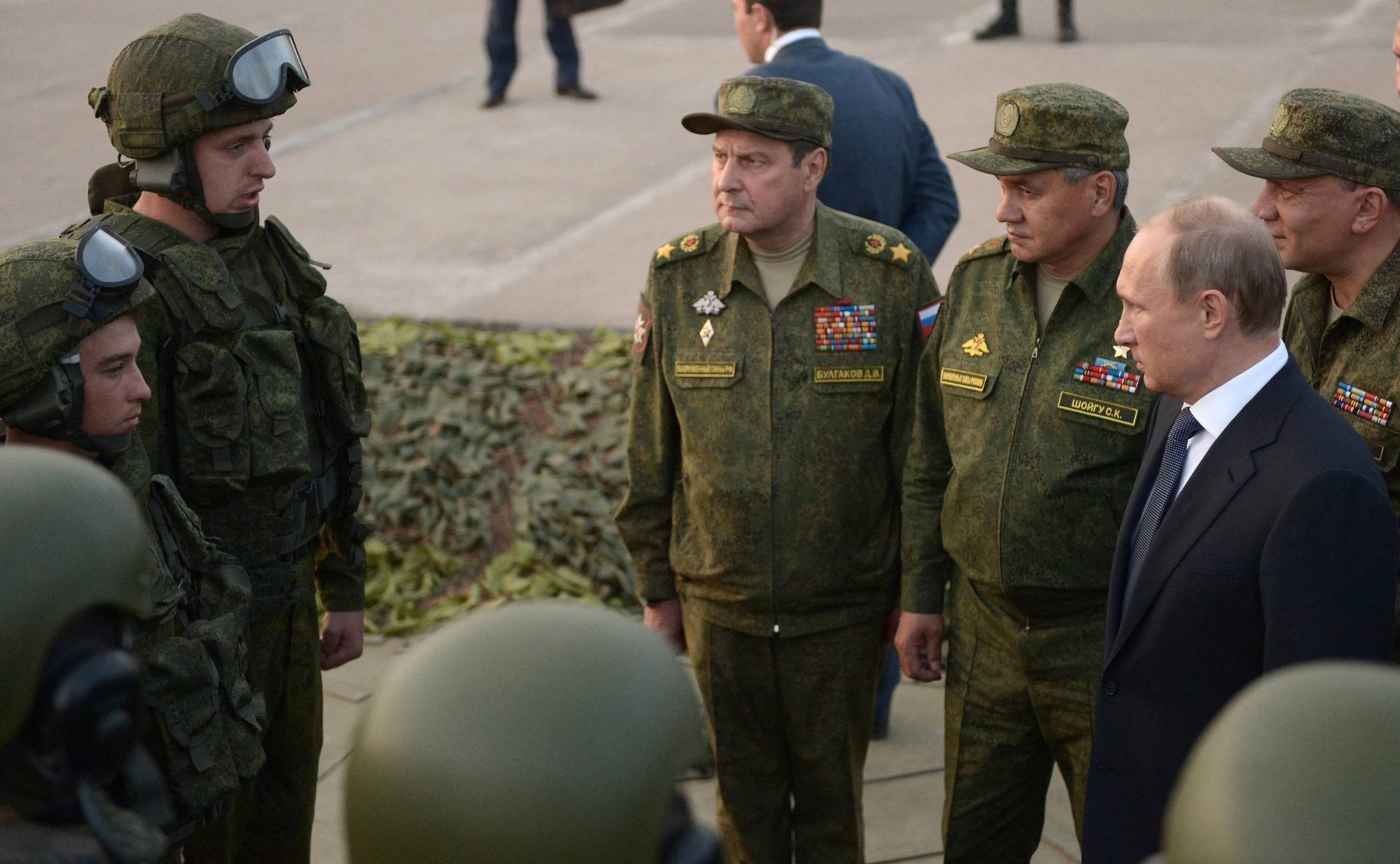
Дмитрий Булгаков (в центре). Завершающий этап командно-штабных учений «Центр-2015» на полигоне «Донгузский». 19 сентября 2015 года

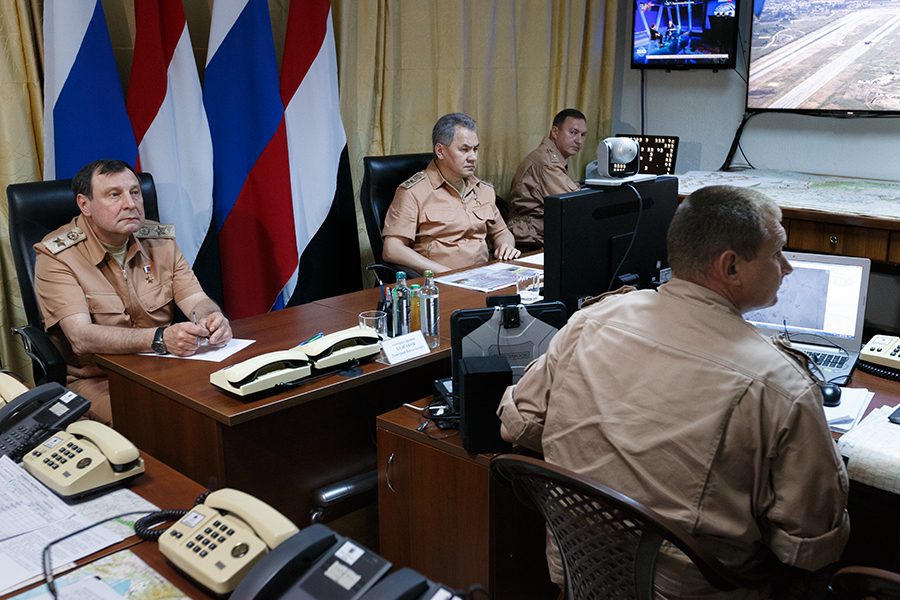
Дмитрий Булгаков (слева) с Министром обороны РФ в Сирии. Хмеймим, 18 июня 2016 года

- Булгаков Д. В. Система материального обеспечения: направления совершенствования // Военная мысль : Военно-теоретический журнал. Печатный орган Министерства обороны Российской Федерации. — М.: Редакционно-издательский центр МО РФ, 2000. — № 4. — ISSN 0236-2058.

;
- Тыловое обеспечение войск во внутреннем вооружённом конфликте. Военно-теоретический труд / Под ред. генерал-лейтенанта Булгаков Д. В. — М.: ШТ ВС России, 2000.;
- Булгаков Д. В., Плотников В. А., Целыковских А. А. Тыл Вооружённых сил как военно-экономическая система: основы теории и методологии исследований. Монография. — М.: деп. в ЦВНИ Минобороны России, вып. 57, серия Б, 2001. —246 с.;
- Булгаков Д. В., Лабутин О. В., Плотников В. А., Целыковских А. А. Прогнозирование значения нормы дисконта при размещении заказа на поставку технических средств в условиях их поэтапной оплаты. — М.: деп. в ЦВНИ Минобороны России, вып. 56, серия Б, 2001. — 10 с.;
- Булгаков Д. В., Состояние Тыла Вооружённых сил Российской Федерации и основные направления его развития. Задачи системы подготовки военных кадров на современном этапе. — СПб.: ВАТТ, 2001. — 64 с.;
- Булгаков Д. В., Создание межведомственной (сопряжённой) унифицированной системы тылового обеспечения: анализ влияющих факторов // Вооружённые силы и реформы в России. Сборник научных трудов Военного университета связи. Выпуск 2. — СПб.: Изд-во СПбГТУ, 2001. — с. 88-90.;
- Булгаков Д. В., Плотников В. А. К вопросу об обосновании перехода к межведомственной системе тылового обеспечения военной организации государства // Сборник материалов 4-го Всероссийского форума молодых учёных. — СПб.: Изд-во СПбГУЭФ, 2001.;
- Булгаков Д. В., Экономические эффекты от интеграции обеспечивающих подсистем военной организации государства // Проблемы обеспечения конкурентоспособности: материалы симпозиума. — СПб.: Изд-во «Инфо-да», 2001. — с. 192—193.;
- Булгаков Д. В., Экономические проблемы совершенствования технического оснащения Тыла Вооружённых сил // Военно-экономический вестник. — 2002. — № 2.;
- Булгаков Д. В. Система управления Тылом Вооружённых сил: этапы и перспективы развития // Военная мысль : Военно-теоретический журнал. Печатный орган Министерства обороны Российской Федерации. — М.: Редакционно-издательский центр МО РФ, 2001. — № 5. — ISSN 0236-2058.

;
- Булгаков Д. В., Влияние финансово-экономических проблем на развитие техники тыла // Информационный сборник Тыла Вооружённых сил Российской Федерации. — 2001. — № 124.;
- Территориальные и отраслевые промышленные комплексы как основа экономической деятельности Тыла Вооружённых сил Российской Федерации / Под ред. генерал-лейтенанта Д. В. Булгакова//Информационный сборник Тыла Вооружённых сил Российской Федерации. — 2002. — № 125.;
- Булгаков Д. В., Исследования и условия формирования структур специальных территориальных образований : Дис. канд. экон. наук : 08.00.05 : СПб., 2002. — 185 c. РГБ ОД, 61:03-8/2347-7;
- Булгаков Д. В., Турков А. Г. Тыл Красной армии в Советско-Финляндской войне (1939—1940 гг.), Тыл Вооружённых сил Российской Федерации, Москва, 2008;
- Булгаков Д. В., Березин Б. В., Ивановский В. С., Смуров А. М. Материально-техническое обеспечение русской армии накануне и в период Первой мировой войны: Военно-теоретический труд.